# Comitatul Williamson, Texas
Comitatul Williamson (în engleză Williamson County) este un comitat din statul Texas, Statele Unite ale Americii. Conform recensământului din 2010, are o populație de 422.679 de locuitori. Reședința comitatului este orașul Georgetown.

## Comitate adiacente
- Bell County (nord)
- Milam County (nord-est)
- Lee County (east)
- Bastrop County (sud-est)
- Travis County (sud)
- Burnet County (vest)

## Comunități
- Austin (parțial în Travis County)
- Bartlett (parțial în Bell)
- Brushy Creek
- Cedar Park (parțial în Travis County)
- Coupland
- Florence
- Georgetown (county seat)
- Granger
- Hutto
- Jarrell
- Jollyville
- Jonah
- Leander (parțial în Travis County)
- Liberty Hill
- Macedonia
- Norman's Crossing
- Round Rock (parțial în Travis County)
- Schwertner
- Serenada
- Taylor
- Thorndale (parțial în Milam County)
- Thrall
- Walburg
- Waterloo
- Weir

## Transport
| - Interstate 35 - U.S. Highway 79 - U.S. Highway 183 - State Highway 29 - State Highway 45 - State Highway 95 - State Highway 130 - State Highway Loop 1 - 183A Toll Road - State Highway 195 | - RM 620 - FM 970 - FM 971 - FM 973 - RM 1431 - RM 2243 - RM 2338 - FM 3405 |